# بری مالکین
بری مالکین (انگلیسی: Barry Malkin؛ ۲۶ اکتبر ۱۹۳۸ – ۴ آوریل ۲۰۱۹) تدوین‌گر اهل ایالات متحده آمریکا بود.
وی در پنجاه و هفتمین دوره جوایز اسکار و شصت و سومین دوره جوایز اسکار نامزد جایزه اسکار بهترین تدوین شده بود، وی همچنین نامزد جایزه بفتای بهترین تدوین در سال ۱۹۷۵ نیز شده‌است.

## فیلم‌شناسی
| - Act of Reprisal (Tronson-1964) - The Fat Spy (گیلبرت کیتس-۱۹۶۶) - مردمان باران (Coppola-1969) (as Blackie Malkin) - بزرگ‌مرد کوچک (opening and closing credits) (آرتور پن-۱۹۷۰) - هری کلرمن کیست و چرا این حرف‌های وحشتناک را درباره‌ام می‌زند؟ (Grosbard-1971) - Cops and Robbers (آرام آواکیان-۱۹۷۳) - پدرخوانده: قسمت دوم (به‌همراه ریچارد مارکس و پیتر زینر) (Coppola-1974) - One Summer Love (گیلبرت کیتس-۱۹۷۶) - اینک آخرالزمان (additional editor) (Coppola-1979) - The Godfather Saga (Coppola-1977) - Somebody Killed Her Husband (لمانت جانسون-۱۹۷۸) - Last Embrace (جاناتان دمی-۱۹۷۹) - Windows (گوردون ویلیس-۱۹۸۰) - One Trick Pony (with Edward Beyer and David Ray) (رابرت ام یونگ-۱۹۸۰) - Four Friends (with Marc Laub) (آرتور پن-۱۹۸۱) - Hammett (supervising editor) (ویم وندرس-۱۹۸۲) | - ماهی جنگی (Coppola-1983) - انجمن پنبه (with Robert Q. Lovett) (Coppola-1984) - پگی سو ازدواج کرد (Coppola-1986) - Gardens of Stone (Coppola-1987) - بزرگ (پنی مارشال-۱۹۸۸) - داستان‌های نیویورکی (1989) (segment "Life without Zoe") - پدرخوانده: قسمت سوم (به‌همراه لیسا فروکتمن و والتر مرچ) (Coppola-1990) - تازه‌کار (اندرو برگمن-۱۹۹۰) - ماه عسل در وگاس (Bergman-1992) - The Godfather Trilogy: 1901–1980 (Coppola-1992) (V) - ممکن است برای تو هم اتفاق بیفتد (Bergman-1994) - جک (Coppola-1996) - دلال بیمه (with Melissa Kent) (Coppola-1997) - Isn't She Great (Bergman-2000) - اعداد شانس (نورا افرون-۲۰۰۰) - جهش بزرگ (Armitage-2004) |